# Kaňon Vltavy u Sedlce
Přírodní památka Kaňon Vltavy u Sedlce je chráněné území nalézající se nedaleko vsi Brnky, náležícím k obci Zdiby v okrese Praha-východ. Bylo vyhlášeno dne 22. července 2016 na rozloze 3,4401 hektaru. Ochranné pásmo stanovené ze zákona zaujímá plochu 7,7423 hektaru. Je situováno na strmém svahu nad pravým břehem Vltavy mezi dvěma nerozsáhlými chatovými osadami, přičemž jeho ústředním bodem je vyhlídkové skalisko Špička a někdejší lomy a skalnaté stráně pod ní.

## Přírodní hodnoty
Předmětem ochrany jsou hodnotná přírodní stanoviště následujících typů: kontinentální opadavé křoviny, panonské skalní trávníky (Stipo-Festucetalia pallentis), polopřirozené suché trávníky a facie křovin na vápnitých podložích (Festuco-Brometalia), chasmofytická vegetace silikátových skalnatých svahů a pionýrská vegetace silikátových skal (Sedo-Scleranthion, Sedo albi-Veronicion dillenii). Oblast je od roku 2009, respektive 2013 zároveň chráněna i jako výrazně rozsáhlejší evropsky významná lokalita Natura 2000 pod kódovým číslem CZ0110154 a s rozsahem 34,7508 hektaru, jež zasahuje i na území města Roztok a hlavního města Prahy.